# Quinn Sullivan (piłkarz)
Quinn Krippendorff Sullivan (ur. 27 marca 2004 w Filadelfii) – amerykański piłkarz pochodzenia banglijskiego i niemieckiego występujący na pozycji środkowego pomocnika, od 2021 roku zawodnik Philadelphia Union.
Za sprawą rodziny ze strony matki ma pochodzenie banglijskie i niemieckie. Jego kuzyn Chris Albright również był piłkarzem.